# Andrew Blades
Andrew Thomas Blades (Sídney, 4 de junio de 1967) es un exrugbista y entrenador australiano, que se desempeñaba como pilar. Fue internacional con los Wallabies en los años 1990 y se consagró campeón del mundo en Gales 1999.

## Carrera
Su hermano es Cameron Blades, también un rugbista profesional y jugó una prueba con Australia en 1997. Ambos se profesionalizaron durante el Súper Rugby 1996 con la llegada de la era abierta al hemisferio sur.
Debutó en la primera del Gordon Rugby en 1986 y jugó con ellos hasta 1998, pasando solo a Souths Rugby en 1995. Desde 1992 hasta su retiro en 1999 representó a los New South Wales Waratahs, también solo una temporada a los Queensland Reds y con ellos ganó el Súper 10 1995.

### Entrenador
Al retirarse se hizo segundo entrenador y se unió a los Brumbies en 2000, llegó al Reino Unido en 2002 para sumarse a Rob Andrew como asistente en los Newcastle Falcons y los dejó en 2004. Ese año asumió como entrenador de forwards de Eddie Jones en los Wallabies y permaneció hasta la salida del técnico.
Entrenó en la Unión de Rugby de Nueva Gales del Sur y en 2012 el neozelandés Robbie Deans lo reclutó para los Wallabies, dejando el puesto con la salida del cuerpo técnico. Luego fue asistente en los Waratahs.

## Selección nacional
Representó a los Junior Wallabies en los años 1980.
Bob Dwyer lo convocó ocasionalmente a los Wallabies desde 1992, pero nunca lo hizo jugar y recién Greg Smith lo hizo debutar ante el Cardo en noviembre de 1996. Rod Macqueen en cambio lo hizo titular indiscutido hasta su retiro.
Blades integró a la mejor generación histórica, ganó la Copa Bledisloe de 1998 y 1999, y en total jugó 32 pruebas.

### Participaciones en Copas del Mundo
Macqueen lo llevó a Gales 1999 como titular, alineándose con Richard Harry y el hooker Michael Foley. En las semifinales debió marcar a la leyenda sudafricana Os du Randt y se retiró al terminar la final.
| Mundial                       | Sede  | Resultado | PJ | Tries |
| ----------------------------- | ----- | --------- | -- | ----- |
| Copa Mundial de Rugby de 1999 | Gales | Campeón   | 5  | 0     |